# Wawrzyniec Belina Prażmowski
Wawrzyniec Prażmowski z Woli Prażmowskiej herbu Belina (1460–1532) – vicesgerent (namiestnik królewski) na Mazowszu, kasztelan czerski od 1524, od 1529 wojewoda mazowiecki, autor zwodu Prażmowskiego.
Był synem Piotra kasztelana liwskiego i młodszym bratem Michała. Karierę rozpoczynał jako dworzanin na dworze księcia Bolesława V księcia warszawsko-zakroczymskiego. W kwietniu 1484 wraz z bratem Michałem kupił od księcia Bolesław obszerne dobra Nieporęt. Następnie związał się z księciem Konradem III z jego nominacji w 1497 otrzymał urząd chorążego wyszogrodzkiego. Wszedł w skład rady książęcej i po śmierci księcia Konrada III bronił praw księżnej wdowy Anny oraz jej małoletnich synów. Od 1506 do 1524 jest kasztelanem zakroczymskim. Po śmierci księcia Janusza III zabiegał o zachowanie odrębności prawnej Mazowsza od Rzeczypospolitej.